# بليتشيبسين (أديغيا)
بليتشيبسين (بالروسية: Блечепсин) هي قرية في جمهورية أديغيا في روسيا.